# Junkers
Юнкерс (нем. Junkers) — авиастроительная компания Германии, созданная Хуго Юнкерсом в Дессау в первой четверти XX века.
Первая компания Юнкерса — Junkers & Co. — была не авиационной, она производила газоотопительные котлы, охладители и вентиляторное оборудование и в настоящее время является частью концерна Bosch.
К авиастроению Юнкерс приступил после начала Первой мировой войны. К началу Второй мировой войны компания Юнкерса являлась крупнейшей авиастроительной организацией в нацистской Германии и осуществляла разработку и строительство многих летательных аппаратов, внеся существенный вклад в историю мировой авиации.

## История
Первый завод компании был основан Юнкерсом совместно с инвестором в 1895 году для производства газовых приборов. К 1904 году фабрика выпускала 19 моделей приборов, включая водонагреватели, охладители, а также вентиляционное оборудование. Применение автоматики открыло возможность управления подачей газа в зависимости от расхода горячей воды. В 1929 году на колонках Junkers впервые был применён термоэлектрический выключатель газа. В 1932 году под давлением экономического кризиса была выставлена на продажу. В 1932 году производство газовых колонок продано фирме Robert Bosch GmbH.

### Авиастроение
Параллельно созданию калориферов талантливый профессор термодинамики Аахенского университета получает патенты на различные способы обработки листового металла. В 1911 году Хуго Юнкерс становится лидером по количеству официально зарегистрированных патентов. В это же время Юнкерс увлекается модной и заманчивой идеей начинающегося века — самолётостроением. Чуть ранее, в 1910 году он получил патент на конструкцию толстого свободнонесущего крыла с металлической обшивкой. Четырьмя годами позже Юнкерс построил небольшую аэродинамическую трубу в Франкенбурге под Ахеном.
Решив, что отработанная на собственной фабрике технология работы с листовым металлом может быть использована в самолётостроении, Юнкерс построил в 1915 году цельнометаллическое крыло с каркасом из стальных труб и с приваренной точечной сваркой обшивкой из стального листа. После статических испытаний крыла Отто Рейтер и Отто Мадер спроектировали и построили под руководством Юнкерса моноплан J-1 — первый цельнометаллический самолёт в мире.
Первый полёт самолёта, прозванный «Жестяным ослом» (нем. Blechesel) состоялся 12 декабря 1915 года. Самолёт имел большой взлётный вес, но несмотря на это оказался самым быстрым в Германских ВВС. В связи с этим был разработан модифицированный вариант — одноместный истребитель J-2. Шесть таких самолётов было построено в 1916 году под обозначением Е-II. Несмотря на явную перетяжелённость, J-2 с технической точки зрения превосходил все существовавшие тогда самолёты, а его прочность и очевидная способность выдерживать значительные боевые повреждения позволили министерству авиации заказать штурмовик-биплан той же конструкции. По этим требованиям Рейтер спроектировал J-4, который в отличие от предшественника имел обшивку из гофрированного дюраля сначала на плоскостях, а потом на фюзеляже. Эта конструкция на 15 лет стала торговой маркой конструкторов Юнкерс.
J-4 полетел 27 января 1917 года и был выбран для использования в качестве «пехотного самолёта».
Но несмотря на создание удачных конструкций, завод Юнкерса не имел опыта массового производства. Поэтому инспекция ВВС решила объединить силы Юнкерс с одним из наиболее опытных авиаконструкторов того времени Антоном Фоккером.
20 октября 1917 года была образована компания Junkers-Fokker Werke AG с капиталом 6 000 000 марок при равных паях Юнкерса и Фоккера. К несчастью, темпераменты Юнкерса и Фоккера оказались несовместимыми, успех работ оказался ниже ожидаемого, и Фоккер покинул фирму. В результате к концу боевых действий работа в Дессау практически застопорилась, но несмотря на это производство всё же осуществлялось.
Чуть ранее образования совместного производства, 17 сентября полетел одноместный истребитель-моноплан J-7, а в январе 1918 года и его двухместный вариант J-8. Оба самолёта послужили соответственно прототипами для J-9 и J-10. Всего было выпущено 227 J-4, 41 одноместный истребитель J-9, 43 штурмовика и двухместных истребителя J-10 и три его гидроварианта НJ-11.

### Межвоенный период

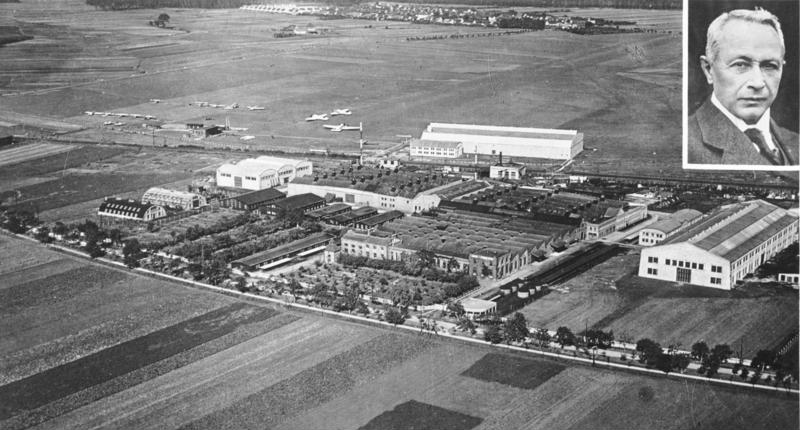
Аэрофотоснимок завода Юнкерс в Дессау в 1928 году

С окончанием Первой мировой войны Юнкерс переключился на работу по коммерческим самолётам. 24 апреля 1919 года компания в Дессау сменила название на Junkers Flugzeugwerke AG. Два месяца спустя, 25 июня, в воздух поднялся один из этапных самолётов мировой гражданской авиации — шестиместный J-13 (позже F-13). В течение 13 лет, до 1932 года было выпущено 322 самолёта этого типа. Самолёт использовался многими авиакомпаниями в разных странах, в том числе и в СССР: авиакомпании Добролёт и Авиакультура.
К концу 1920 года завод в Дессау сократил свой персонал с 710 до 200 человек, но ядро квалифицированных кадров удалось сохранить, хотя работа ограничивалась выпуском неавиационной продукции.
Ситуация несколько улучшилась в 1922 году, после заключения германо-советского договора и предложения о поставке самолётов в СССР. Так, до конца года было выпущено около 100 J-13. С расширением производства на Юнкерсе в 1923 году была создана Junkers Motorenbau GmbH, предназначенная для выпуска авиационных двигателей.
Чуть ранее, в декабре 1921 года на фирме Юнкерса был создан отдел воздушного транспорта, руководителем которого стал Г. Заксенберг, бывший руководитель Lloyd Ostflug. Это подразделение ещё не было авиакомпанией. Оно лишь курировало деятельность авиалиний, созданных при непосредственном участии Юнкерса и эксплуатировавших машины его производства. Отдел также занимался планированием и организацией новых авиамаршрутов. К середине 1924 года уже существовала разветвлённая сеть линий в Германии и в Европе — от Скандинавии и Прибалтики до Венгрии и Швейцарии. 13 августа 1924 года отдел был преобразован в авиакомпанию Junkers Luftverkehrs. Позже данная авиакомпания превратилась во всемирно известную Lufthansa.
К этому времени Юнкерс решил, что военный бизнес не менее выгоден, чем гражданская авиация. Как следствие, была предусмотрена возможность каждую последующую модель выпускать в двух вариантах: гражданском и военном.
Одновременно Юнкерс получил возможность выпуска самолёта за рубежом. В январе 1925 года была организована дочерняя фирма в Швеции, в Лимхамне-Мальмё (швед. AB Flygindustri — AB флигиндустри). Формально это была шведская фирма, но её акции на 100 % принадлежали Юнкерсу.

#### В СССР

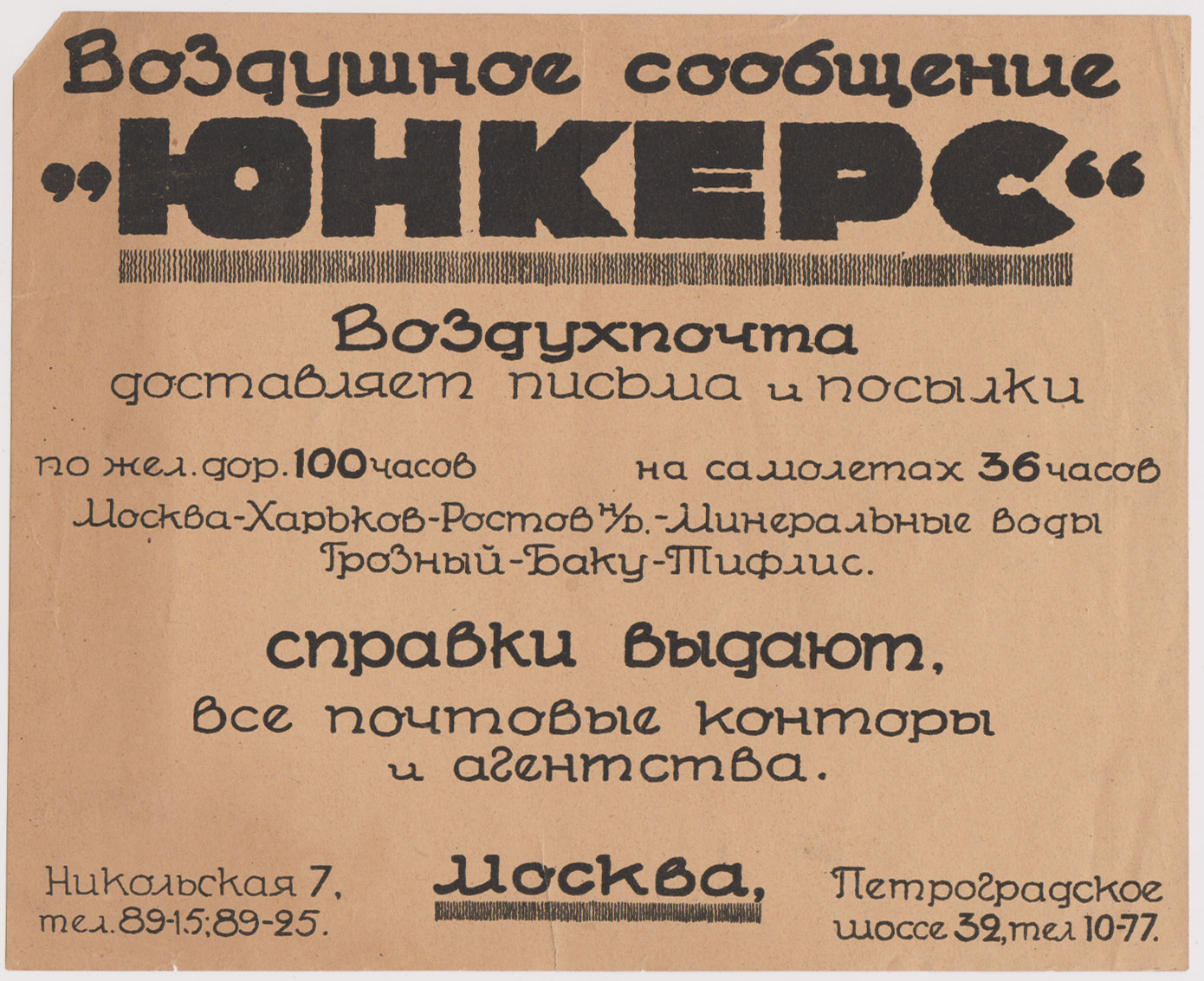

В конце ноября 1922 года на основании Рапалльского договора с фирмой Юнкерс были заключены соглашения о поставке самолётов и постройке на территории СССР авиазавода. Они предусматривали производство металлических самолётов и моторов, а также устройство транзитного сообщения Швеция — Персия и организацию аэрофотосъёмки. В соответствии с договором от 29 января 1923 года Юнкерс обязался наладить серийное производство самолётов на бывшем автозаводе Руссо-Балт в Филях под Москвой. Компания Юнкерс, в свою очередь, должна была наладить производство авиационного алюминия.
При активном участии Junkers были созданы фирмы Дерулюфт (1922), Авиакультура (1922) и Добролёт (1923), государственный гражданский авиаперевозчик СССР, ставший впоследствии Аэрофлотом. Были открыты первые регулярные авиалинии: Москва—Нижний Новгород, Москва-Баку, Москва—Новониколаевск, и другие, на которых использовались машины Junkers F 13. Павильон «Юнкерс Дессау» был представлен на Всероссийской сельскохозяйственной и кустарно-промышленной выставке 1923 года, а на Москва-реке стоял гидроплан Юнкерс, катавший желающих.
К началу 1925 года на заводе в Филях работали более 1000 человек, площадь производственных помещений составляла 15 000 м². На оплату Юнкерсу уходили до трети средств, выделяемых на развитие авиации в СССР. Тем не менее, завод не оправдал надежд советского руководства на роль флагмана отечественного самолётостроения. Так, производство двигателей не было организовано из-за отсутствия у Юнкерса опыта по их производству.
Большую часть полученных от советского правительства и германского военного руководства денег Юнкерс тратил не на развитие производства в СССР и улучшение характеристик изготовленных в Филях самолётов, а на нужды своего самолётостроительного завода в Дессау и создание нового авиамоторного завода, на организацию новых коммерческих авиалиний и строительство отделений фирмы в Турции и Швеции. По данным немецких архивных материалов, из 8 млн золотых марок, выделенных военными кругами Германии на производство боевых самолётов в СССР, фирма «Юнкерс» инвестировала на эти цели только чуть больше 2 млн. Стремясь сохранить монополию на производство металлических самолётов и возможность диктовать цены на эту продукцию, руководство фирмы всячески затягивало организацию научно-исследовательского центра на заводе в Филях и обучение советских специалистов, уклонилось от оказания помощи в налаживании производства дюралюминия и моторов в СССР, отклонило предложение о создании вместо концессионного завода совместного советско-германского авиационного предприятия.
Тем не менее, завод производил самолёты Юнкерса. Так, лёгкий транспортный самолёт А-20 выпуска 1923 года поставлялся из Лимхамна в Италию и Турцию в варианте тактического разведчика, а в Филях он производился для ВВС РККА под обозначением Ю-20. Двухместный многоцелевой разведчик-парасоль Ю-21 производился с 1924 года специально для поставки Красной Армии.
Договор с фирмой Юнкерс был расторгнут в марте 1926 года. Официальной причиной стало неисполнение взятых на себя немецкой фирмой обязательств по поставке металлических самолётов и освоение моторного производства. Все имущество завода, включая чертежи, перешло в собственность СССР. При этом советское правительство выплатило неустойку в размере 3 млн рублей золотом.
Всего при участии немцев к концу 1925 года на заводе в Филях было построено 170 самолётов.

#### В Германии
В 1924 году полетели новые самолёты Юнкерса: G-23 и G-24. Всего в Дессау и в Лимхамне было выпущено 60 и 70 экземпляров каждого типа соответственно. Бомбардировочный вариант последнего выпускался под обозначением К-30.
В 1926 году появился увеличенный трёхдвигательный вариант G-31 вместе с почтовым А-32 и фотографическим А-35 вариантами. Последние существовали также в вариантах лёгкого бомбардировщика и разведчика-истребителя К-53.
В том же году были выпущены лёгкие транспортные W-33 и W-34 (последний имел бомбардировочный вариант К-43) имевшие огромный коммерческий успех благодаря крупным заказам на пассажирские, грузовые, а позже и военные варианты. W-33 был выпущен в 199 экземплярах, а W-34 и К-43 в не менее, чем 1791 экземпляре. Между 1926 и 1930 годами данные самолёты установили целый ряд мировых рекордов по продолжительности дальности и высоте полёта.
В 1927 году был разработан боевой вариант двухдвигательного K-36 — бомбардировщик К-37. Он был принят на вооружение в Японии, где фирма Мицубиси построила 174 самолёта под обозначением Ки-2 армейский тип 93, лёгкий бомбардировщик.
В 1928 году полетел спроектированный Карлом Плаутом перспективный двухместный истребитель К-47, небольшое число которых заказал Китай. Его гражданский вариант выпускался под наименованием А-48.
В 1929 году Япония закупила боевой вариант одного из наиболее выдающихся транспортных самолётов — G-38, полетевшего 6 ноября 1929 года, в то время это был крупнейший самолёт в мире. В пассажирском варианте он брал на борт 34 пассажира и 7 членов экипажа. В Дессау было построено только два G-38, зато японцы выпустили на Мицубиси шесть К-51 под обозначением тяжёлый бомбардировщик Ки-20 тип 92.
В 1930 году Эрнст Циндель, заменивший погибшего 1 ноября 1927 года в авиакатастрофе Плаута, спроектировал один из самых известных самолётов своего времени — Ju.52. В апреле 1931 года полетел его трёхмоторный вариант, который вскоре завоевал международное признание.

#### Кризис и национализация
Несмотря на целый ряд удачных моделей компанию Юнкерс к этому моменту охватил финансовый кризис. Для спасения репутации немецкой авиапромышленности компанию пыталось поддержать министерство транспорта. Но даже несмотря на продажу головного производства кризис разрастался, и в 1933 году было принято решение о национализации концерна. Генеральным директором стал Генрих Коппенберг. А двумя годами спустя, 3 февраля 1935 года умер и основатель концерна — профессор Юнкерс.
К 1936 году, до того отдельные самолёто- и моторостроительное предприятия, были объединены в Junkers Flugzeug- und Motorenwerke AG с капиталом 130 млн марок, бывшее предприятие Юнкерса стало одним из крупнейших в мире производителем самолётов.
К концу 1938 года были основаны заводы со смежными производствами в Ашерслебене, Хальберштадте, Бернбурге и Кётене. Были основаны заводы а Леопольдшалле, Лейпциг-Моккау, Гнадау, Шёнебеке, Фрицларе, Магдебурге, Мерзебурге, Бреслау и Арнимсвальде. Комплекс Юнкерса стал образцом для немецкой авиапромышленности. Головная компания осуществляла жёсткий контроль над проектированием, производством, технологией и последовательностью операций. В конце 1930-х годов и в течение Второй мировой войны почти все немецкие авиафирмы выпускали самолёты, в большей или меньшей степени спроектированные на Юнкерсе.

### Вторая мировая война
К концу Второй мировой войны концерн Юнкерс объединял 140 000 рабочих, из которых 49 000 были заняты на сборке самолётов.

## Самолёты, выпускавшиеся компанией
- Junkers 1 — «Жестяной осёл» (моноплан) (1 штука)
- Junkers 2 — одноместный истребитель (моноплан)
- Junkers 3 — штурмовик (биплан)
- Junkers 4 — «пехотный самолёт» (227 штук)
- Junkers 7 — одноместный истребитель (моноплан)
- Junkers 8 — двухместный истребитель (моноплан)
- Junkers 9 — истребитель (моноплан) (41 штука)
- Junkers 10 — двухместный истребитель (моноплан) и штурмовик (43 штуки)
- Junkers 11 — вариант Ju 10 на поплавках (3 штуки)
- Junkers F13 — шестиместный пассажирский (322 штуки)
- Junkers G-1 — четырёхмоторный моноплан
- Junkers 20 — тактический разведчик
- Junkers 21 — двухместный многоцелевой разведчик (парасоль)
- Junkers G-23 — (60 штук)
- Junkers G-24 — (70 штук)
- Junkers F-24 — переделка Junkers G-24 в однодвигательный вариант (10 штук)
- Junkers K-30 — вариант G-24 в варианте бомбардировщика
- Junkers G-31 — (13 штук)
- Junkers А-32 — почтовый вариант Junkers G-31
- Junkers А-35 — вариант Junkers G-31 для аэрофотосъёмки
- Junkers S-36 — почтовый двухмоторный моноплан (1 штука)
- Junkers S-36 — двухмоторный моноплан для аэрофотосъёмки (1 штука)
- Junkers К-53 — вариант бомбардировщика
- Junkers К-53 — вариант разведчика-истребителя
- Junkers W 33 — транспортный (199 штук)
- Junkers W 34 — транспортный
- Junkers K 43 — вариант W-34 в варианте бомбардировщика (1791 штука, вместе с W-34)
- Junkers G-38 — транспортный (2 штуки)
- Junkers K-51 — тяжёлый бомбардировщик для экспорта в Японию (получил в Японии марку Ki-20)
- Junkers K-36 — бомбардировщик
- Junkers К-37 — бомбардировщик для экспорта в Японию
- Junkers А-48 — пассажирский
- Junkers К-47 — двухместный истребитель на базе А-48
- Junkers 46 — поплавковый почтовый самолёт для базирования на пароходах линии Нью-Йорк-Саутгемптон-Бремен (5 штук)
- Junkers 52 —пассажирский, военно-транспортный самолёт, бомбардировщик
- Junkers 60 — пассажирский (3 штуки)
- Junkers 86 — средний бомбардировщик
- Junkers 87 — пикирующий бомбардировщик
- Junkers 88 — скоростной бомбардировщик и ночной истребитель
- Junkers 89 — дальний тяжёлый бомбардировщик
- Junkers 160 — пассажирский (18 штук)
- Junkers 188 — средний бомбардировщик
- Junkers 252 — транспортный самолёт
- Junkers 287 — реактивный тяжёлый бомбардировщик
- Junkers 288 — средний бомбардировщик
- Junkers 290 — дальний разведчик-бомбардировщик
- Junkers 322 — проект тяжёлого десантного планера
- Junkers 352 — транспортный самолёт
- Junkers 388 — высотный разведчик-бомбардировщик
- Junkers 390 — дальний тяжёлый разведчик-бомбардировщик
- Junkers 788 — дальний тяжёлый бомбардировщик
- Junkers А-35
- EF-61 — опытный высотный бомбардировщик

## Комментарии
1. ↑  Для сравнения — всего в советской авиапромышленности в 1925 году работали 5114 человек.